# Serge Lhorca
 (novembre 2021).
Si vous disposez d'ouvrages ou d'articles de référence ou si vous connaissez des sites web de qualité traitant du thème abordé ici, merci de compléter l'article en donnant les références utiles à sa vérifiabilité et en les liant à la section « Notes et références ».
René Llorca, dit Serge Lhorca, est un acteur français, né le 8 septembre 1918 à Vergt (Dordogne) et mort le 13 janvier 2012 à Antony (Hauts-de-Seine).
Il est principalement connu pour les nombreux doublages qu'il a réalisés pour le cinéma et la télévision.

## Biographie

### Formation
Serge Lhorca commence le doublage après la Seconde Guerre mondiale, au départ très souvent dans des rôles hispaniques pour des westerns et westerns-spaghetti (Le Fils du désert, Les Géants de l'Ouest)
Il a été la voix française de nombreuses personnalités du cinéma américain, notamment : Jack Lemmon, Gene Wilder et Roy Scheider. Il est la voix du maître jedi Yoda dans L'Empire contre-attaque (1980) et Le Retour du Jedi (1983).
À la télévision il double Daniel J. Travanti dans la série Capitaine Furillo (1981-1987) et de Fred Grandy, Burl « Gopher » Smith dans La croisière s'amuse (1977-1987).

### Carrière
Côté animation il a été une des premières voix de la souris Speedy Gonzales dans ses premières apparitions dans les courts-métrages des Looney Tunes. Il interprétait aussi de nombreux Schtroumpfs dans la série du même nom.
Il réalise ses derniers doublages dans Harry Potter à l'école des sorciers (2001) et Harry Potter et la Chambre des secrets (2002) dans le rôle du concierge Argus Rusard (David Bradley).
Il était également membre fondateur du club de bridge d'Antony, commune où il vivait.

### Décès
Il meurt le 13 janvier 2012 à Antony (Hauts-de-Seine), à l'âge de 93 ans.

## Théâtre
- 1947 : L'Archipel Lenoir d'Armand Salacrou, mise en scène Charles Dullin, Théâtre Montparnasse
- 1949 : L'Avare de Molière, mise en scène Charles Dullin, Théâtre des Célestins
- 1952 : La Jacquerie de Prosper Mérimée, mise en scène Clément Harari, Théâtre Tristan-Bernard
- 1960 : L'Histoire de Tobie et de Sara de Paul Claudel, mise en scène Serge Ligier, Théâtre de l'Œuvre
- 1968 : La Vie du roi Saint-Louis d'après Pierre Gringore, adapté par Jean Rougerie, mise en scène Jean Rougerie, Théâtre de l'Occident
- 1971 : Tête d'or de Paul Claudel, mise en scène Denis Llorca
- 1972 : La Mort des fantômes de Bernard Dabry, mise en scène Denis Llorca, Théâtre de l'Ouest parisien
- 1973 : Les Vilains d'après Ruzzante, mise en scène Jacques Échantillon, Festival du Marais
- 1973-1974 : Falstaff  d'après William Shakespeare, mise en scène Denis Llorca, Théâtre de l'Ouest parisien, Théâtre de Nice
- 1975 : Hamlet de Shakespeare, mise en scène Denis Llorca
- 1976 : La Mort du président de Lazare Kobrynski, mise en scène Maurice Vinçon
- 1976 : Les Crucifixions de Saint-Barthélémy de Claude Prin, mise en scène Denis Llorca, Théâtre de la Ville
- 1977 : Les Derniers d'après Maxime Gorki, adapté par Lily Denis, mise en scène Pierre Peyrou, Théâtre Paris-Villette
- 1977 : Guerre au troisième étage de Pavel Kohout, mise en scène Denis Llorca, Théâtre national de l'Odéon

## Filmographie

### Cinéma
- 1949 : Au grand balcon
- 1961 : Le Capitaine Fracasse
- 1972 : Les Tueurs fous
- 1995 : 23, rue des Francs-Bourgeois, court-métrage

### Télévision
- 1974 : La Main enchantée de Michel Subiela : Goubard
- 1978 : Zigzags
- 1982 : Saint Louis ou la Royauté bienfaisante : le pape Innocent IV

## Doublage

### Cinéma

#### Films
- Jack Lemmon dans :
  - Permission jusqu'à l'aube (1955) : Frank Thurlowe Pulver
  - Ma sœur est du tonnerre (1955) : Robert « Bob » Baker (dialogue)
  - L'Adorable Voisine (1958) : Nicky Holroyd
  - L'Inquiétante Dame en noir (1962) : William Gridley
  - Spéciale Première (1974) : Hildebrand "Hildy" Johnson
  - That's Life! (1986) : Harvey Fairchild
  - JFK (1991) : Jack Martin
  - Les Grincheux (1993) : John
  - Les Grincheux 2 (1995) : John
  - Président ? Vous avez dit président ? (1996) : le président Russell P. Kramer
  - La Croisière aventureuse (1997) : Herb Sullivan
  - Drôle de couple 2 (1998) : Felix Ungar

- Gene Wilder dans :
  - Bonnie et Clyde (1967) : Eugene Grizzard
  - Les Producteurs (1968) : Leo Bloom
  - Transamerica Express (1977) : George Caldwell
  - Drôle de séducteur (1977) : Rudy Hickman/Rudy Valentino
  - Les Séducteurs (1980) : Skippy
  - La Fille en rouge (1984) : Teddy Pierce
  - Nuit de noces chez les fantômes (1986) : Larry Abbot
  - Chéri, dessine-moi un bébé (1990) : Duffy Bergman

- Pedro Armendáriz dans :
  - Le Massacre de Fort Apache (1948) : Sergent Beaufort
  - Le Fils du désert (1948)[n 1] : Pedro 'Pete' Rocafuerte
  - Les Géants de l'Ouest (1969) : Escalante

- Earl Holliman dans :
  - Le Faiseur de pluie (1956) : Jim Curry
  - Règlements de comptes à OK Corral (1957) : Charles Bassett
  - Le Dernier Train de Gun Hill (1959) : Rick Belden

- Roddy McDowall dans :
  - La Planète des singes (1968) : docteur Cornélius
  - Les Évadés de la planète des singes (1971) : docteur Cornélius
  - La Bataille de la planète des singes (1973) : César

- Roy Scheider dans :
  - Klute (1971) : Frank Ligourin
  - French Connection (1971) : détective Buddy « Cloudy » Russo
  - Tonnerre de feu (1983) : officier Frank Murphy

- Ed Lauter dans :
  - Plein la gueule (1974) : capitaine Wilhelm Knauer
  - Complot de famille (1976) : Joseph Maloney
  - Signé : Lassiter (1984) : Smoke

- Geoffrey Lewis dans :
  - Les Vampires de Salem (1979) : Mike Ryerson[n 2]
  - Bronco Billy (1980) : John Arlington
  - Ça va cogner (1980) : Orville Boggs

- Dick Miller dans :
  - Gremlins (1984) : Murray Futterman
  - Gremlins 2 : La Nouvelle Génération (1990) : Murray Futterman
  - Small Soldiers (1998) : Joe

- Mel Brooks dans :
  - La Folle Histoire de l'espace (1987) : Yaourt
  - Chienne de vie (1991) : Goddard Bolt
  - Les Chenapans (1994) : M. Welling

- Ramón Novarro[2] dans :
  - Ça commence à Vera Cruz (1949) inspecteur Général Ortega
  - Le Convoi maudit (1950) : Don Antonio Chaves

- Pepe Hern dans :
  - Les Îles de l'enfer (1955) : Lalo
  - Lutte sans merci (1962) : Manuel

- John Derek dans :
  - Les Dix Commandements (1956) : Josué
  - Les Amours d'Omar Khayyam (1957) : le prince Malik

- Dennis Hopper dans :
  - La Fureur des hommes (1958) : Tom Boyd
  - La Veuve noire (1987) : Ben

- John Saxon dans :
  - La Rançon de la peur (1960) : Rondo
  - L'Homme de la Sierra (1966) : Chuy Medina

- Marvin Kaplan dans :
  - Un monde fou, fou, fou, fou (1963) : Irwin
  - La Fille à la casquette (1963) : Harry

- Ian Holm dans :
  - Marie Stuart, Reine d'Écosse (1971) : David Rizzio
  - Une autre femme (1989) : Ken

- Bradford Dillman dans :
  - Refroidi à 99% (1974) : Big Eddie
  - Piranhas (1978) : Paul Grogan

- Frank Oz dans :
  - Star Wars, épisode V : L'Empire contre-attaque (1980) : Yoda
  - Star Wars, épisode VI : Le Retour du Jedi (1983) : Yoda

- Peter Michael Goetz dans :
  - Le Monde selon Garp (1982) : John Wolfe
  - My Girl (1991) : Dr Welty

- Josef Sommer dans :
  - Witness (1985) : Paul Schaeffer
  - Strange Days (1995) : commissaire Palmer Strickland

- Gerry Bamman dans :
  - Maman, j'ai raté l'avion (1990) : oncle Franck
  - Maman, j'ai encore raté l'avion (1992) : oncle Franck

- Donald Moffat dans :
  - Fais comme chez toi ! (1992) : George Davis
  - Danger immédiat (1994) : président Bennett

- Robert Prosky dans :
  - Last Action Hero (1993) : Nick
  - Madame Doubtfire (1993) : Jonathan Lundy

- David Bradley dans :
  - Harry Potter à l'école des sorciers (2001) : Argus Rusard
  - Harry Potter et la Chambre des secrets (2002) : Argus Rusard

Mais aussi :
- 1935[n 3] : Les 39 Marches : M. Memory (Wylie Watson)
- 1940[n 4] : Le Mystère du château maudit : Larry Lawrence (Bob Hope)
- 1948[n 5] : Le Fils du désert : Pedro Rocafuerte (Pedro Armendariz)
- 1951 : Une place au soleil : Earl Eastman (Keefe Brasselle)
- 1951 : Une veine de... : Johnny Dalton (Frank Sinatra)
- 1951 : Duel sous la mer : Ens. Jack Wheelwright (Darryl Hickman) et Sgt. McKiver (Bill McLean)
- 1951 : L'Epée de Monte Cristo : Rollo D'Anteras (Eugene Iglesias)
- 1952 : La Peur du scalp : Charlie Wolf (Jack Buetel)
- 1952 : Mes six forçats : Blivens Scott (Marshall Thompson)
- 1953 : Stalag 17 : 'Blondie' Peterson (Robert Shawley)
- 1953 : Le Sorcier du Rio Grande : Kuni, l'indien (Paul Marion)
- 1954 : Le Secret des Incas : le jeune homme au bar (Alvy Moore)
- 1954 [n 6] : Le Cavalier traqué : Doc Winkler (James Bell)
- 1955 : Ville sans loi
- 1955 : Dix hommes à abattre : Howie Stewart (Skip Homeier)
- 1955 : Le Trésor de Pancho Villa : Farolito (Tony Carbajal)
- 1955 : L'Homme de la plaine : Dave Waggoman (Alex Nicol)
- 1955 : Valse royale : Tulbeck, l'officier en compagnie du lieutenant Hakenstaller[Qui ?]
- 1956 : Guerre et Paix : Anatole Kouraguine (Vittorio Gassman)
- 1956 : La Dernière Caravane : Ridge (Nick Adams)
- 1956 : Les Échappés du néant : Pedro, le serveur (Manuel Paris) et l'agent de l'aéroport informant Jud Ellis (Pepe Hern)
- 1956 : Je reviens de l'enfer : le sous-lieutenant Sweeney (L.Q. Jones) et un client du nightclub (John Daheim)
- 1957 : Torpilles sous l'Atlantique : l'enseigne Merry (Doug McClure)
- 1957 : Le soleil se lève aussi : Pedro Romero (Robert Evans)
- 1957 : Terre sans pardon : Rafael Ortega (Robert Blake)
- 1957 : L'Enfer des tropiques : Miguel (Anthony Newley)
- 1957 : Demain ce seront des hommes : le cadet colonel Laurie Corger (Peter Mark Richman)
- 1958 : L'Or du Hollandais : Vincente (Nehemiah Persoff)
- 1958 : La Péniche du bonheur : Angelo Donatello (Harry Guardino)
- 1958 : La Brune brûlante : Grady Metcalf (Dwayne Hickman)
- 1958 : Les Nus et les Morts  : Minetta (Greg Roman)
- 1958 : Bravados : Tom (Barry Coe (en))
- 1958 : 10, rue Frederick : Joby Chapin (Ray Stricklyn)
- 1958 : Bonjour tristesse : Pablo (Walter Chiari)
- 1959 : Hercule et la Reine de Lydie : Polynice (Mimmo Palmara)
- 1959 : Tout commença par un baiser : Antonio Soriano (Gustavo Rojo)
- 1959 : La Mission secrète du sous-marin X-16 : l'enseigne Cy Mount (Frank Gifford)
- 1959 : La Chevauchée de la vengeance : Billy John (James Best) (1er doublage)
- 1959 : Au milieu de la nuit : George Preisser (Lee Philips)
- 1960 : La Princesse du Nil
- 1960 : Opération Jupons : Fox (Tony Pastor Jr.)
- 1960 : Le Milliardaire
- 1960 : Les Rôdeurs de la plaine : Two Moons (Perry Lopez)
- 1960 : Meurtre sans faire-part : Cobb (Ray Walston)
- 1960 : Les Monstres de l'île en feu : Jasper (Jack Younger)
- 1961 : Un pyjama pour deux
- 1961 : El Perdido : Julesburg Kid (James Westmorland)
- 1961 : Les Mille et Une Nuits (Le meraviglie di Aladino) de  Mario Bava : Aladdin (Donald O'Connor)
- 1962 : Le Jour le plus long : Soldat Martini (Sal Mineo)
- 1962 : Ponce Pilate : Judas (John Drew Barrymore)
- 1962 : Seuls sont les indomptés : Harry (William Schallert)
- 1962 : Sodome et Gomorrhe : Lieutenant (Gabriele Tinti)
- 1963 : Cléopâtre : Brutus (Kenneth Haigh)
- 1963 : Goliath et l'Hercule noir : Hipparque, le jeune membre du conseil[Qui ?]
- 1963 : Patrouilleur 109 : Charles « Bucky » Harris (Robert Blake)
- 1964 : La Chute de l'empire romain : Cleandre (Mel Ferrer)
- 1964 : Thunderbirds
- 1964 : L'Évangile selon saint Matthieu : Le Christ (Enrique Irazoqui)[2]
- 1965 : Le Dollar troué : Brad (Massimo Righi)
- 1966 : Nevada Smith : l'employé de banque (Sandy Kenyon)
- 1966 : Technique d'un meurtre : Tony Lo Bello (Franco Nero)
- 1966 : Les Colts de la violence : Williams (Chris Howland)
- 1966 : Deux Minets pour Juliette ! : le sergent Gilroy (Eddie Ryder) et Bob Hope
- 1966 : Les Plaisirs de Pénélope : Sergent Rothschild (Bill Gunn)
- 1966 : Le Retour des sept : Chico (Julián Mateos)
- 1966 : Le Carnaval des barbouzes : Karl (Walter Giller)
- 1967 : La Caravane de feu
- 1967 : Luke la main froide : Dog Boy (Anthony Zerbe)
- 1967 : Millie : Juarez (Anthony Dexter)
- 1968 : L'Étrangleur de Boston : Lyonel Brumley (George Furth)
- 1968 : La Déesse des sables : George (Colin Blakely)
- 1968 : If.... : Denson (Hugh Thomas)
- 1968 : Le Grand Frisson : Robert, le livreur (Eddie Hodges)
- 1968 : La Femme en ciment : Melvin (Chris Robinson)
- 1968 : Les Feux de l'enfer : Hernando (Pedro Gonzalez Gonzalez)
- 1968 : Une minute pour prier, une seconde pour mourir : Jesǘs Maria (Aldo Sambrell) et un homme du shérif Colby[Qui ?]
- 1969 : Cent dollars pour un shérif : Boots Finch (Ron Soble)
- 1969 : Les Colts des sept mercenaires : Miguel (Sancho Gracia)
- 1969 : L'Or de MacKenna : l'épicier (Burgess Meredith)
- 1969 : La Horde sauvage : Major Zamorra (Jorge Russek)
- 1969 : La Bataille de la Neretva : Vuko (Radko Polic)
- 1969 : Le Pont de Remagen : Caporal Jellicoe (Matt Clark)
- 1970 : Tora ! Tora ! Tora !
- 1970 : M*A*S*H : Père John Patrick Mulcahy (René Auberjonois)
- 1970 : Le Secret de la planète des singes : docteur Cornélius (David Watson)
- 1970 : L'Insurgé : El Jefe (Rodolfo Acosta)
- 1970 : Airport : Peter Coakley (John Findlater)
- 1970 : La Vallée des plaisirs : le chauffeur de Taxi (Bert Santos)
- 1971 : Charlie et la Chocolaterie : Bill (Aubrey Woods) (1er doublage) / grand-père Joe (Jack Albertson) (2e doublage)
- 1971 : Les Charognards : le prêtre (Emilio Rodríguez)
- 1971 : Méfie-toi Ben, Charlie veut ta peau : Ben Bellow (Giuliano Gemma)
- 1971 : L'Organisation : Dave Thomas (Billy Green Bush (en))
- 1971 : La Cane aux œufs d'or : Carter (Jonathan Daly)
- 1971 : The Big Boss : Ah-Kun (Li Kun) (1er doublage)
- 1971 : Le Décaméron : le prêtre qui confesse Ciappelleto[Qui ?]
- 1972 : Les Collines de la terreur : Brady Logan (Paul Young)
- 1972 : L'Aventure du Poséidon : M.. Linarcos (Fred Sadoff)
- 1972 : La Poursuite sauvage : Cholo (Jorge Martinez de Hoyos)
- 1972 : Gunn la gâchette : Val (Don Borisenko)
- 1972 : Un homme est mort : Alex Kovacs (Umberto Orsini)
- 1972 : La Poussière, la Sueur et la Poudre : le serveur du 1er bar (Ted Gehring)
- 1972 : La Fureur de vaincre : Chang Zhen (Li Kun)
- 1973 : La Conquête de la planète des singes: un employé du gouverneur
- 1973 : Papillon : Julot (Don Gordon)
- 1973 : Odyssée sous la mer : Stevens (David Yorston)
- 1973 : Les Dix Derniers Jours d'Hitler : Von Below (Richard Pescud)
- 1973 : Te Deum : le patron mexicain qui sert dehors[Qui ?]
- 1974 : Le Crime de l'Orient-Express : Gino Foscarelli (Denis Quilley)
- 1974 : Larry le dingue, Mary la garce : Deke Sommers (Adam Roarke)
- 1974 : Attention, on va s'fâcher ! : le chef d'orchestre (Emilio Laguna)
- 1974 : Mr. Majestyk : Larry Mendoza (Alejandro Rey)
- 1974 : 747 en péril : Julio, l'officier mécanicien (Erik Estrada)
- 1975 : La Chevauchée sauvage : le Mexicain (Mario Arteaga)
- 1975 : Brannigan :  Inspecteur Mike Travers (John Stride)
- 1975 : Le Jour du fléau : Miguel (Pepe Serna)
- 1975 : Capone de Steve Carver : Angelo Genna (Angelo Grisanti)
- 1975 : Lepke, le caïd : Jack Lansing (Ken Del Conte)
- 1976 : La Bataille de Midway : Ramos, pilote (Erik Estrada)
- 1976 : La Carrière d'une femme de chambre : Gondrano Rossi (Lino Toffolo)
- 1976 : Week-end sauvage : Ralph (Michael Kirby)
- 1977 : Star Wars, épisode IV : Un nouvel espoir : général Taggi (Don Henderson)
- 1977 : Audrey Rose : Brice Mack (Robert Walden)
- 1977 : Le Tournant de la vie : Wayne (Tom Skerritt)
- 1978 : Furie : Marty (Michael O'Dwyer)
- 1978 : Mon nom est Bulldozer : voix haut-parleur nécropole étrusque[Qui ?]
- 1978 : American College : Robert Hoover (James Widdoes)
- 1979 : Rocky 2 : Chronométreur (Ed Ness)
- 1979 : Les Guerriers de la nuit : Vermin (Terry Michos (en))
- 1979 : La luna : Edward (Peter Eyre)
- 1979 : Bienvenue, mister Chance : voix d'un personnage du premier dessin animé[Qui ?]
- 1980 : Brubaker : Zaranska (Jon Van Ness)
- 1980 : Stardust Memories : l'admirateur arménien de Sandy (John Doumanian)
- 1980 : Virus : le major Giron (David Hovan)
- 1981 : Outland : Montone (James Sikking)
- 1981 : Bandits, bandits : Blasphème (Kenny Baker)
- 1981 : Excalibur : Sir Ector (Clive Swift)
- 1981 : Le facteur sonne toujours deux fois : Kennedy (John P. Ryan)
- 1981 : Réincarnations : Harry (Robert Englund)
- 1981 : La Fièvre au corps : Michael Glenn (Thom Sharp)
- 1981 : La Maison du lac : Charlie Martin (William Lanteau)
- 1981 : L'Homme de Prague : Luis Batero (Miguel Fernandes)
- 1981 : La Vallée de la mort : voix du présentateur du film TV
- 1982 : Les cadavres ne portent pas de costard : Carlos Rodriguez (Reni Santoni)
- 1982 : Rambo : Capitaine Dave Kern (Bill McKinney)
- 1982 : Dark Crystal : Skeksès ornamentaliste (Brian Muehl)
- 1982 : Banana Joe : le capitaine de Police (Carlo Reali)
- 1982 : Le Monde selon Garp : John Wolfe (Peter Michael Goetz)
- 1982 : Horreur dans la ville : le chef des bikers (Jay De Plano)
- 1983 : À bout de souffle, made in USA : Carlito (Miguel Piñero)
- 1983 : La Valse des pantins : lui-même (Tony Randall)
- 1983 : La Foire des ténèbres : Ed Le Barman (James Stacy)
- 1983 : Scarface : Luis (Paul Espel)
- 1983 : Le Consul honoraire : le colonel Perez (Bob Hoskins)
- 1984 : Birdy : Le père de Birdy (George Buck)
- 1984 : La Faute à Rio : Victor Lyons (Joseph Bologna)
- 1984 : Cotton Club : Abbadabba Berman (Allen Garfield)
- 1985 : Mask : Lui-même (Norman Kaplan)
- 1985 : After Hours : Neil (Cheech Marin)
- 1985 : Silverado : Hobard (Brion James)
- 1985 : Cocoon : Arthur 'Art' Selwyn (Don Ameche)
- 1986 : Noël dans la montagne magique : Harry (Dan Hedaya)
- 1987 : Angel Heart : Le docteur Albert Fowler (Michael Higgins)
- 1990 : Retour vers le futur 3 : Chester, le barman (Matt Clark)
- 1990 : The Two Jakes : Lawrence Walsh (Joe Mantell)
- 1990 : Mo' Better Blues : Petey (Rubén Blades)
- 1990 : Air America : Nino (Harvey Jason)
- 1992 : La Puissance de l'ange : Doc (Armin Mueller-Stahl)
- 1992 : Monsieur le député : 'Skeeter' Warburton (Daniel Benzali)
- 1992 : Article 99 : Dr Henry Dreyfoos (John Mahoney)
- 1992 : Un flingue pour Betty Lou : Bob Barnes (Reathel Bean)
- 1993 : Le Concierge du Bradbury : Mr. Harry Wegman (Michael Tucker)
- 1996 : Bio-Dome : William Leaky (Henry Gibson)
- 1997 : Jerry Maguire : Dicky Fox (Jared Jussim)
- 1998 : Un élève doué : Ben Kramer (Michael Byrne)

#### Films d'animation
- 1969 : Tintin et le Temple du soleil : le chef de gare de Jauga
- 1974 : Alice au pays des merveilles : l'As (2e doublage)
- 1977 : Les Aventures de Bernard et Bianca : le lapin
- 1978 : Le Seigneur des Anneaux : Sam Gamegie
- 1979 : Les Fabuleuses Aventures du légendaire baron de Münchhausen
- 1979 : Le Lion, la Sorcière blanche et l'Armoire magique : Le nain / l'écureuil
- 1980 : Dumbo (2e doublage) : Un clown / Un corbeau
- 1985 : Taram et le Chaudron magique : Ritournel (1er doublage)
- 1986 : Basil, détective privé : Flaversham, Sbire de Ratigan #1
- 1987 : Le Pacha et les Chats de Beverly Hills : Firlut
- 1993 : Les Mille et Une Farces de Pif et Hercule
- 1993 : Le Voyage d'Edgar dans la forêt magique : Waggs / Le père d'Abigail

### Télévision

#### Téléfilms
- 1972[n 7] : Le Chien des Baskerville : Arthur Frankland (John Williams)
- 1972[n 8] : Un dangereux rendez-vous : Jake Webster (Roy Scheider)
- 1975 : La Nuit qui terrifia l'Amérique : Paul Stewart (Walter McGinn)
- 1976 : L'Enfant bulle : l'odieux journaliste (Timothy Himes)
- 1996 : Les Voyages de Gulliver : un scientifique de Brobdingnag (Gordon Sterne)
- 1998 : Merlin : premier architecte (Peter Benson)
- 1998 : Le Retour de l'inspecteur Logan :  Lieutenant Kevin Stolper (Dabney Coleman)
- 1999 : Morrie : Une leçon de vie : Morrie Schwartz (Jack Lemmon)

#### Séries télévisées
- Roddy McDowall dans :
  - Les Envahisseurs (1967) : Lindstrom (saison 1, épisode 2 L'Expérience)
  - Columbo (1971) : Roger Stanford (saison 1, épisode 6 : Accident)
  - La Planète des singes (1974) : Galen (14 épisodes)

- 1964-1966 : La Famille Addams : Oncle Fétide (Jackie Coogan)
- 1965-1968 : Perdus dans l'espace : Don West (Mark Goddard)
- 1966-1968 : Batman : Le Sphinx (Frank Gorshin)
- 1969 : 1, rue Sésame : différents Muppets
- 1973-1978 : Kojak : Clay Dexter (Dennis Patrick) (saison 1, épisode 20), Peter le plombier (Bill Lazarus) (saison 3, épisode 4), inspecteur Rizzo (Vince Conti) et Manny (Al Hopson) (saison 3, épisode 11), sergent Al Vine (Bruce Kirby) (saison 3, épisode 13), Travizius (Sy Krammer) (saison 3, épisode 23), l'inspecteur Gomez (Victor Campos[n 9]) et plusieurs autres voix diverses
- 1974 : Columbo : Calvin MacGruder (John Ashton) (saison 4, épisode 2 : Réactions négatives)
- 1976-1978 : Les Têtes brûlées : le lieutenant Jerry Bragg (Dirk Blocker)
- 1977 : Racines : docteur William Reed (Robert Reed)
- 1977-1987 : La croisière s'amuse : Burl « Gopher » Smith (Fred Grandy)
- 1977-1981 : Soap : Burt Campbell / X-23 (Richard Mulligan)
- 1981-1987 : Capitaine Furillo
- 1982 : Marco Polo : Jacopo (F. Murray Abraham)
- 1983 : Les oiseaux se cachent pour mourir : Paddy Cleary (Richard Kiley)
- 1983 : Le Souffle de la guerre : Ludwig Rosenthal (Ferdy Mayne)
- 1983 : Starsky et Hutch : Paul Rizzo (Jerrold Ziman) (saison 3, épisode 8)
- 1984-1990 : Deux Flics à Miami : le lieutenant  Martin Castillo (Edward James Olmos)
- 1985 : Les Dessous d'Hollywood : Neil Gray (Anthony Hopkins)
- 1988 : ALF : le sergent Matt Fox (Michael Champion)
- 1989 : Columbo : Bert Spindler (James Greene) (saison 8, épisode 1 : Il y a toujours un truc)
- 1990 : Twin Peaks : Emory Battis (Don Amendolia)
- 1991-1992 : Marshall et Simon : personnages secondaires
- 1991 : New York, police judiciaire : le gérant de l'immeuble ( ? ) (saison 2, épisode 9)
- 1994-1999 : Un tandem de choc : Bob Fraser, Sr. (Gordon Pinsent)
- 1996-1998 : Une nounou d'enfer : James Sheffield (Robert Vaughn)
- 1996-1999 : Poltergeist : Les Aventuriers du surnaturel
- 1996-2000 : Walker, Texas Ranger : Gordon Cahill (Rod Taylor)
- 1997 : Inspecteur Barnaby

#### Séries animées
- 1953 : voix de Speedy Gonzales dans les courts-métrages Looney Tunes  (1re voix)
- 1971 : Nathalie et ses amis
- 1972 - 1984 : T'as l'bonjour d'Albert
- 1977 : Bouba
- 1977 - 1981 : Edgar de la Cambriole
- 1978 - 1979 : Capitaine Flam : Prof. Simon Wright
- 1978 - 1982 : 1, rue Sésame : voix secondaires
- 1979 - 1981 : Ulysse 31
- 1979 - 1980 : Sport Billy
- 1979 - 1981 : Les Aventures de Plume d'Élan
- 1980 : The Blues Brothers
- 1980 - 1981 : Tchaou et Grodo
- 1980 - 1984 : Les Entrechats
- 1981 : Le Tour du monde en quatre-vingts jours: Transfert
- 1981 : Les Schtroumpfs : Schtroumpf Bricoleur, Schtroumpf Rêveur, Schtroumpf Poète, Schtroumpf Paysan
- 1981 : Rody le petit Cid
- 1982 : Albator 84 : Mr. Zon (épisode 1) et des soldats humanoïdes
- 1982 : Les Petites Canailles
- 1982 : Le vol du dragon
- 1982 - 1983 : Gigi
- 1983 : Les Maîtres de l'univers
- 1983 : Super Durand
- 1983 - 1986 : Muscleman
- 1983 - 1988 : Les Bisounours
- 1983 : Les Trois Compères
- 1984 : Cobra
- 1984 : Sherlock Holmes : Sherlock Holmes
- 1984 - 1989 : Snorky
- 1984 - 1985 : Blondine au pays de l'arc-en-ciel
- 1983 - 1985 : Cosmocats
- 1985 : Les Catcheurs du Rock
- 1985 : Les Entrechats
- 1985 : Clémentine
- 1985-1986 : Transformers : Galvatron (voix principale), Brawl, Bruticus, Seaspray, voix additionnelles
- 1986 : Rahan, fils des âges farouches
- 1986 - 1987 : Les Petits Malins
- 1987 : Visionaries: Knights of the Magical Light
- 1988 : Comte Mordicus
- 1989 : Le Livre de la jungle : Bagheera
- 1989 : Tortues Ninja : M. Thompson
- 1989 : Princesse Saphir  : lord Macédoine
- 1989 - 1990 : Sally la petite sorcière
- 1990 - 1991 : Samouraï Pizza Cats
- 1990 - 1991 : Super Baloo : Colonel Phacochère
- 1991 : Capitaine Planète : Greedly, Plounder
- 1991 : Le Prince et la Sirène
- 1991 : Les Aventures de Tintin : Oliveira da Figueira, Professeur Philémon Siclone
- 1992 : Les Aventures de T-Rex
- 1992 : Les Animaux du Bois de Quat'sous : Taupe
- 1993 : Double Dragon
- 1993 : Bêtes comme chien
- 1993 : Albert le 5e mousquetaire
- 1993 : Double Dragon
- 1993 : Willy Fog 2 : Transfert
- 1997 : Enigma
- 1997 : Les Tortues Ninja, la nouvelle génération